# Cessna T-37 Tweet
Le Cessna T-37 Tweet est un avion d'entraînement militaire conçu dans les années 1950 par les États-Unis. Construit à plus de 1 200 exemplaires et exporté vers une quinzaine de pays différents, il était toujours en service au début des années 2000.
Le T-37 a été dérivé en une version destinée à l'attaque au sol, le Cessna A-37 Dragonfly.

## Conception
En 1952, l'US Air Force émet un appel d'offres pour un avion d'entraînement léger à réaction. Désignée « Model 318 », la proposition de Cessna est retenue et trois prototypes XT-37 sont commandés en 1954. Le premier d'entre eux fait son vol inaugural en octobre 1954. Il s'agit d'un avion à aile droite, biplace côte à côte, conçu pour être facile à entretenir et à mettre en œuvre. Il est propulsé par deux turboréacteurs Continental-Teledyne J69, des moteurs français Turbomeca Marboré construits sous licence.
Après la perte du premier prototype lors de tests de mise en vrille, le second reçoit une nouvelle dérive et des petites surfaces aérodynamiques sur le nez. Le premier T-37A de série est livré en juin 1956. Malgré ses bonnes qualités de vol, l'avion est finalement jugé sous-motorisé par l'USAF, qui demande des modifications. La production bascule en 1959 sur le T-37B, équipé de moteurs offrant 10 % de puissance supplémentaire et d'une avionique améliorée. Les T-37A sont par la suite portés au standard T-37B.
En 1961, Cessna commence à développer le T-37C, auquel elle ajoute la possibilité d'emporter un armement léger pour l'entraînement au tir. Recevant un viseur et une caméra de tir (cinémitrailleuse), l'avion peut désormais être équipé d'une mitrailleuse de 12,7 mm, de roquettes ou de bombes légères d'exercice. Avec le renforcement de la structure des ailes, la masse du T-37C augmente finalement de 650 kg par rapport à celle du T-37B.
La production du T-37 est arrêtée en 1975, après la production de 1 269 exemplaires. Plus de 400 T-37B et T-37C sont exportés vers une quinzaine de pays différents. Au Portugal, le T-37 équipera la patrouille acrobatique des Asas de Portugal à partir de 1977.
Le T-37 est un avion très bruyant, même pour un avion à réaction. L'arrivée d'air vers ses moteurs de petite taille produit un son aigu très puissant, qui a poussé certains à lui donner les surnoms de « Screaming Mimi », mais également de « 6,000 pound dog whistle » (le sifflet pour chiens pesant 6 000 livres) ou même de « Converter » (le convertisseur), car il transforme l'air et le carburant en bruit et fumée. Le sifflement perçant de cet avion lui a valu son surnom de Tweet (gazouillis). L'armée américaine a dépensé beaucoup de temps et d'argent à insonoriser les bâtiments des bases dans lesquels le T-37 opérait, et les protections auditives étaient de rigueur pour toutes les personnes se trouvant présentes à côté d'un avion en cours de fonctionnement.

## Variantes
- XT-37 : prototypes (2 exemplaires)
- T-37A : version initiale (444 exemplaires)
- T-37B : réacteurs plus puissants, avionique améliorée (552 exemplaires)
- T-37C : version pouvant recevoir un armement léger (273 exemplaires)

## Utilisateurs

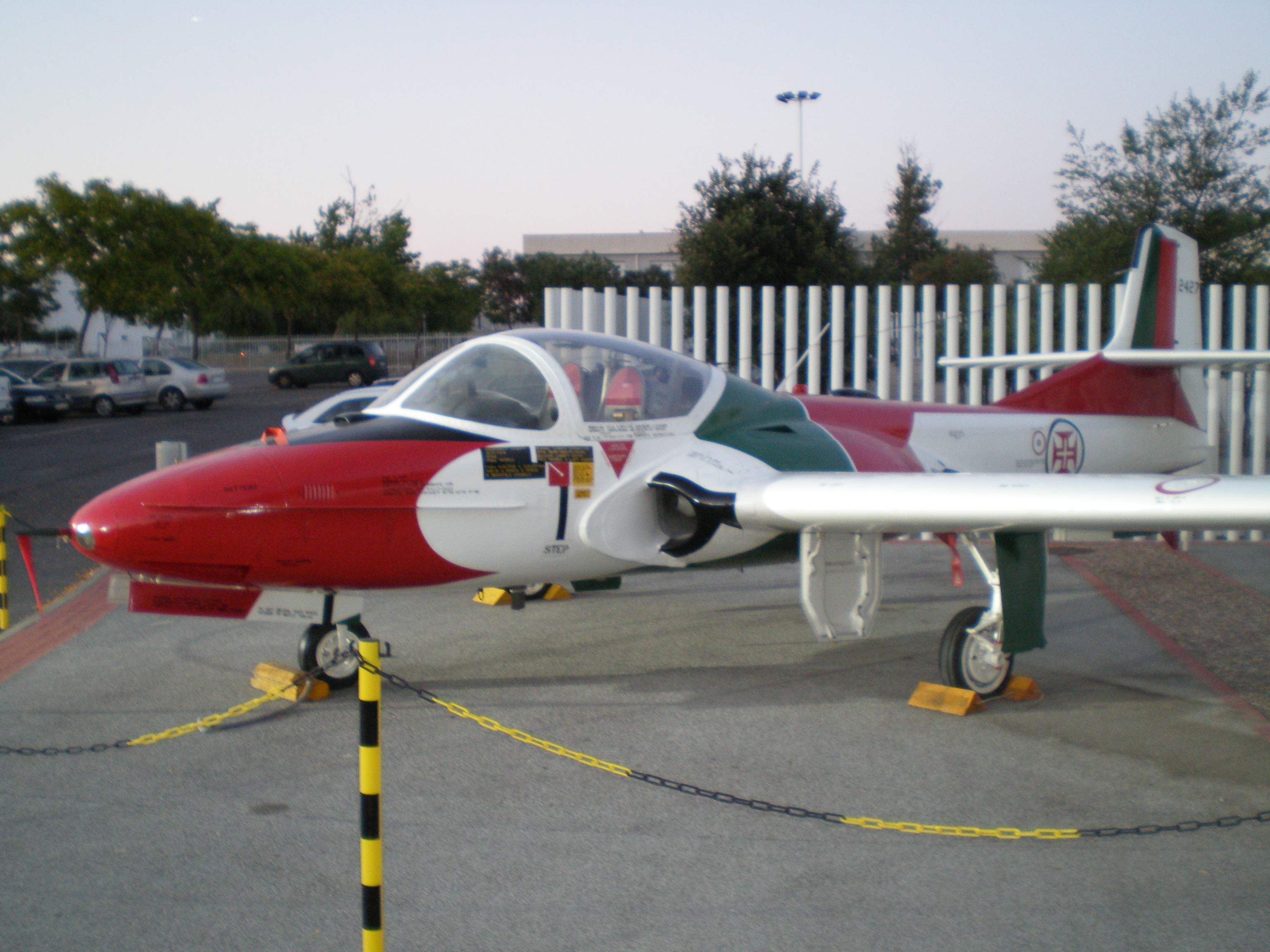
Un T-37C portugais, appartenant à la patrouille acrobatique des Asas de Portugal.

- États-Unis
- Brésil
- Cambodge
- Chili
- Colombie
- Corée du Sud
- Grèce
- Jordanie
- Pakistan
- Portugal
- Pérou
- Thaïlande
- Turquie
- République du Viêt Nam
- Maroc
- Japon

### Développement lié
- A-37 Dragonfly

### Aéronefs comparables
- Saab 105
- BAC Jet Provost
- Boeing Skyfox
- Canadair CL-41 Tutor
- Temco TT Pinto (en)